# Chutes d'Havasu
Les chutes d'Havasu (en anglais : Havasu Falls et en havasupai : Havasuw Hagjahgeevma) sont une chute d'eau d'une hauteur de 37 mètres, située sur la rivière Havasu Creek, affluent du fleuve Colorado, dans le Grand Canyon en Arizona, aux États-Unis.
La forte concentration en carbonate de calcium donne une couleur bleu-vert à l'eau.